# Віла-Реал (округ)
О́круг Ві́ла-Реа́л, або Ві́ла-Реа́лський о́круг (порт. Distrito de Vila Real) — округ у Португалії. Окружний адміністративний центр — місто Віла-Реал. Розташований в північній частині країни. Складова регіону Північ. За старим адміністративним поділом, що був чинним до 1976 року, територія округу належала провінції Трансмонтана і Верхнє Дору. Площа — 4328 км². Поділяється на 14 муніципалітетів і 197 парафій. Населення — 213 775 ос. (2011), густота населення — 49,39 осіб/км²
. Код ISO 3166-2 — PT-17.

## Географія
На півночі межує з Іспанією, на заході — з округами Брага і Порту, на півдні — з округом Візеу, на сході — з округом Браганса

## Муніципалітети
1. Аліжо
2. Ботікаш
3. Валпасуш
4. Віла-Пока-де-Агіар
5. Віла-Реал
6. Мезан-Фріу
7. Мондін-де-Башту
8. Монталегре
9. Мурса
10. Пезу-да-Регуа
11. Рібейра-де-Пена
12. Саброза
13. Санта-Марта-де-Пенагіан
14. Шавеш